# Achelia scabra
Achelia scabra är en havsspindelart som beskrevs av Wilson, E.B. 1880. Achelia scabra ingår i släktet Achelia och familjen Ammotheidae. Inga underarter finns listade i Catalogue of Life.